# Messier 96
Messier 96 (NGC 3368) é uma galáxia espiral localizada a cerca de trinta e oito milhões de anos-luz (aproximadamente 11,65 megaparsecs) de distância na direção da constelação do Leão. Possui aproximadamente cem mil anos-luz de diâmetro, uma magnitude aparente de 9,3, uma magnitude absoluta de -21,1, uma declinação de +11º 49' 25" e uma ascensão reta de 10 horas 46 minutos 45,9 segundos.
A galáxia NGC 3368 foi descoberta em 20 de Março de  1781 por Pierre Méchain, na mesma ocasião descobriu-se a galáxia vizinha M95. Esta galáxia pertence ao Grupo de Galáxias Leão I.

## Descoberta e visualização

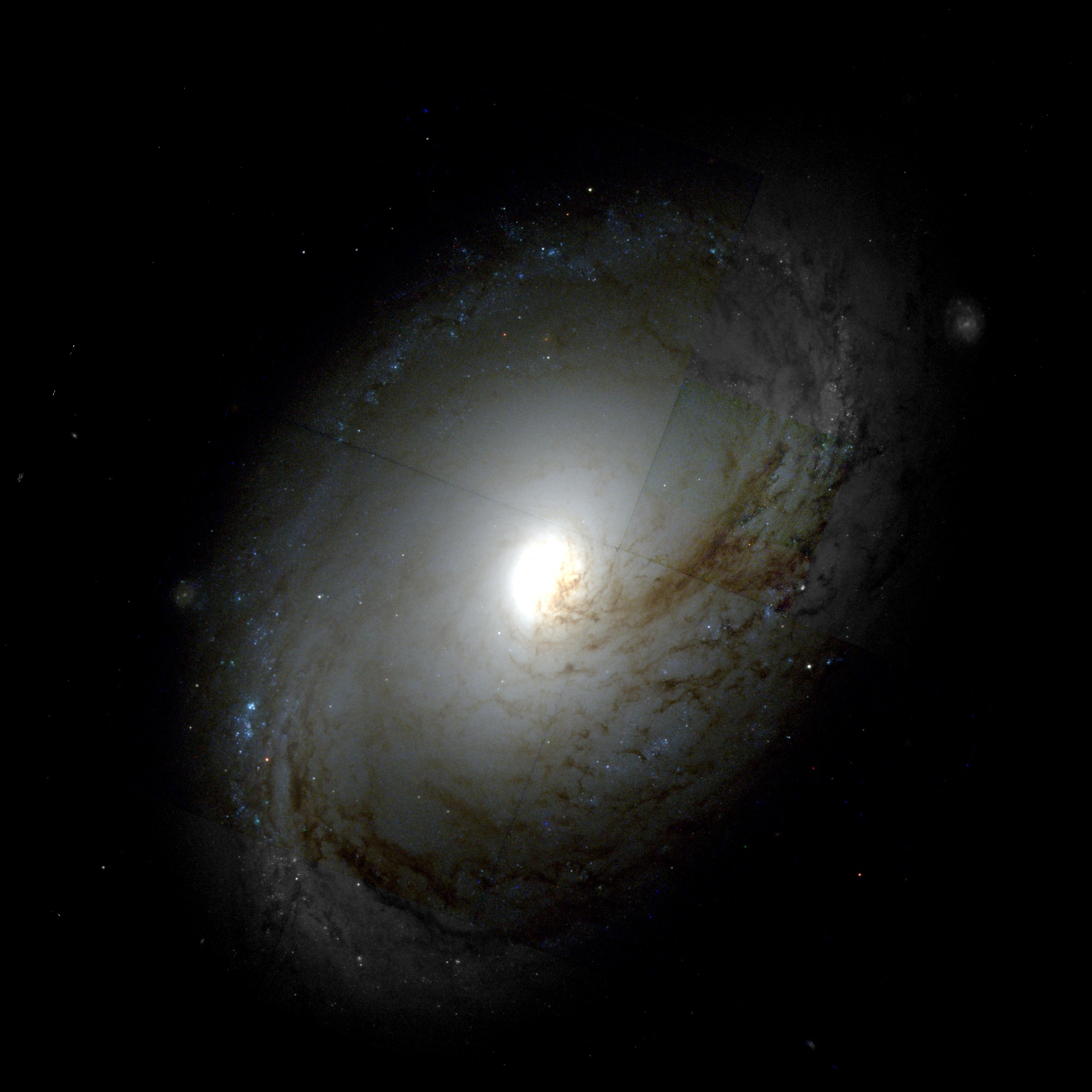
Messier 96, Telescópio Espacial Hubble

A galáxia espiral foi descoberta pelo astrônomo francês Pierre Méchain em 20 de março de 1781, juntamente com Messier 95. Após quatro dias, seu colega de observatório Charles Messier decidiu observá-la e foi incluída em seu catálogo.
Também foi uma das primeiras galáxias espirais reconhecidas como tal, por William Parsons, que a incluiu em seu catálogo de "14 nebulosas espirais" em 1850.

## Características
É uma galáxia espiral, dominante em seu grupo galáctico, o grupo M96, juntamente com Messier 95, Messier 105 e outras galáxias menores. Sua distância em relação à Terra de 41 milhões de anos-luz foi estimada por meio do estudo de estrelas variáveis cefeidas. Seu grupo galáctico situa-se a 38 milhões de anos-luz. Seu diâmetro aparente de 6 minutos de grau correspondem a um diâmetro real de 66 000 anos-luz.
Sua magnitude aparente em 9,2 corresponde a uma magnitude absoluta -21,1. Seu disco interno, de acordo com James D. Wray, é composta de estrelas envelhecidas, amarelada, que termina em um anel de estrelas jovens e azuis. Até o momento, apenas uma supernova foi descoberta em M96, a SN 1998bu, por Mirko Villi em 9 de maio de 1998, alcançando uma magnitude aparente máxima em 11,8.

## Galeria

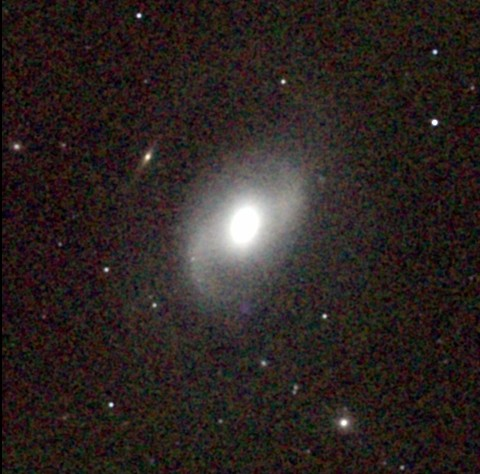
Messier 96, projeto 2MASS
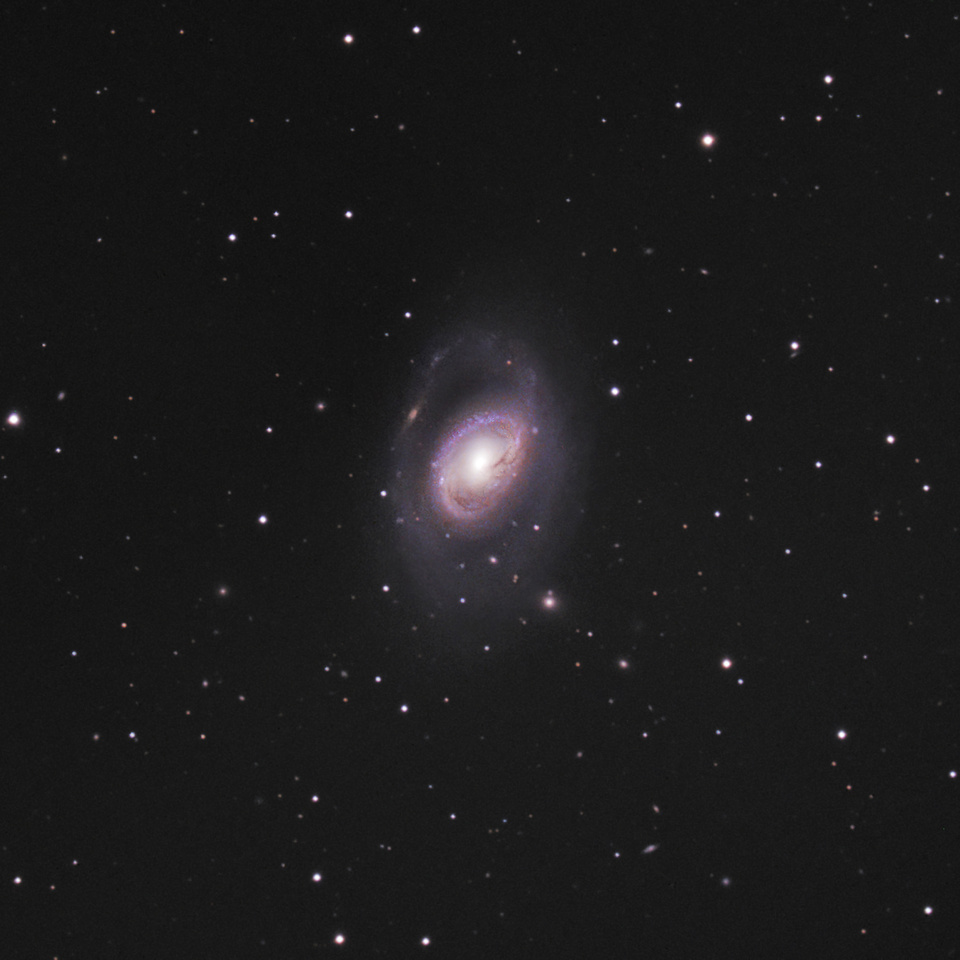
Messier 96, Hunter Wislon
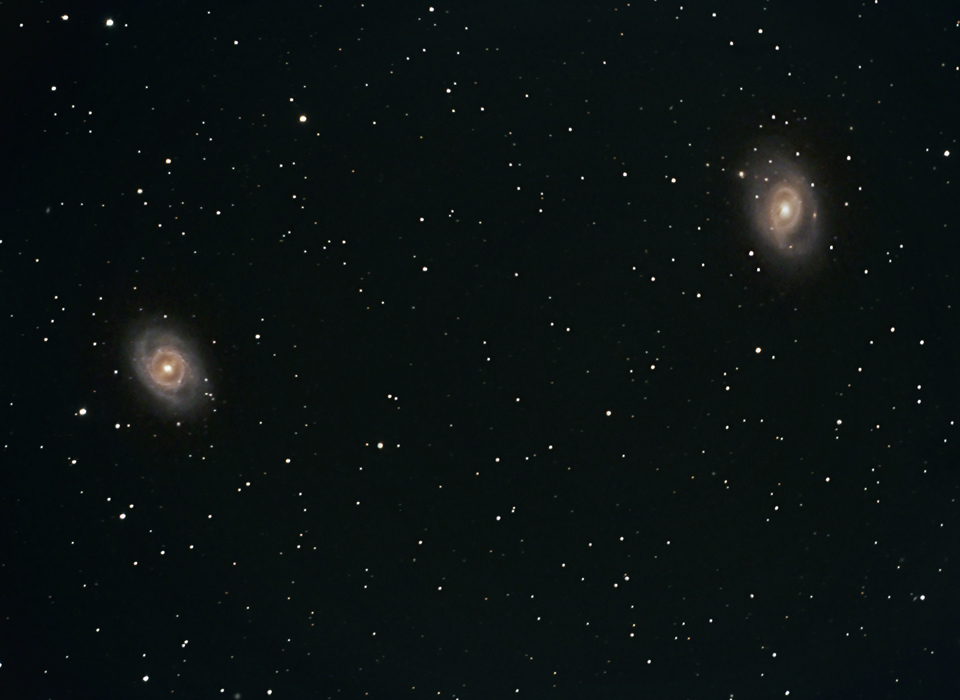
Messier 96 (à direita) e Messier 95 (à esquerda)